# J-WAVE presents 'AZ-wave' compilation LOVE NOTES
『LOVE NOTES J-WAVE presents 'AZ-wave' compilation』（ラヴ・ノーツ・ジェイウェイヴ・プレゼンツ・アズ・ウェイヴ・コンピレーション）は、J-WAVEとレコード会社7社協賛により企画され1993年9月下旬に発売された7枚のコンピレーション・アルバムである。

## 概要
J-WAVEの開局5周年を記念して同局がレコード会社7社とのコラボレーションの下、J-WAVEのタイム・スペース'AZ-WAVE’（詳細後述）の心地よさをCDで表現すべく、快適空間演出音楽を提案するために”恋愛初期の楽士達へ”と題し選曲・リリースされた。
AZ-WAVEとは、J-WAVE開局当初の1988年から1990年代半ばにかけ、平日の夜、および土日の終日、番組と番組を繋ぐ心地良い間として選曲した音楽を曲紹介やアーティスト・インフォメーションも入れずに放送していた放送枠を指す（1990年代後半からAZ-WAVE枠終了となる2000年3月まではDJの声が入る音楽枠へ変更。AZ-BEATの項を参照）。本作の選曲コンセプトは「心地良さ」「リラクゼーション」「愛情表現」。J-WAVEとアメリカの放送プロデューサー、フランク・コーディ率いるニュージャージー州プリンストンのスタッフらによって選曲された。ソフト・アーバン、AOR、アダルト・コンテンポラリー・ミュージック、ニュー・アダルト・コンテンポラリー、スムーズジャズ、フュージョン、ニューエイジ・ミュージックと音楽の守備範囲の幅が実に広いものであった。

## ディスコグラフィ
- 『LOVE NOTES J-WAVE presents 'AZ-WAVE' compilation  EPIC/SONY edition』＜ESCA-5828＞（1993年9月22日）[2]
- 『LOVE NOTES J-WAVE presents 'AZ-WAVE' compilation MCA Victor edition』＜MVCR-159＞（1993年9月22日）[3]
- 『LOVE NOTES J-WAVE presents 'AZ-WAVE' compilation VICTOR ENTERTAINMENT edition』＜VICJ-5055＞（1993年9月22日）[1]
- 『LOVE NOTES J-WAVE presents 'AZ-WAVE' compilation BMG VICTOR edition』＜BVCP-663＞（1993年9月22日）[4]
- 『LOVE NOTES J-WAVE presents 'AZ-WAVE'  compilation WARNER MUSIC JAPAN edition』＜WPCP-5535＞（1993年9月25日）[5]
- 『LOVE NOTES J-WAVE presents 'AZ-WAVE' compilation POLYDOR edition』＜POCP-1356＞（1993年9月26日）[6]
- 『LOVE NOTES J-WAVE presents 'AZ-WAVE' compilation TOSHIBA EMI edition』＜TOCP-7991＞（1993年9月29日）[7]